# Fritz Thelen (Fußballspieler)
Fritz „Spölle“ Thelen (* 28. April 1903; † 11. Oktober 1965) war ein deutscher Fußballspieler und -trainer.

## Wirken

### Mittelstürmer bei Schalke 04
Thelen war von 1926 bis 1928 Mittelstürmer beim FC Schalke 04. Sein Schwager Ernst Kuzorra spielte ebenfalls bei Schalke.
In den Spielzeiten 1926/27 und 1927/28 war Schalke zweimal in Folge Meister der Ruhrbezirksklasse (Gauliga Ruhr) und konnte sich zweimal für die deutsche Fußballmeisterschaft qualifizieren. Beide Male verlor die Mannschaft das Vorrundenspiel, 1927 durch eine 1:3-Niederlage gegen den TSV 1860 München, 1928 durch ein 2:4 gegen den späteren Finalsieger Hamburger SV.

### Trainerjahre
In der Spielsaison 1935/36 war Thelen der erste professionelle Fußballtrainer des BV Borussia Dortmund (BVB). Da Thelen nicht sofort verfügbar war, leitete sein Schwager Kuzorra vorübergehend für einige Wochen das Training und gilt damit als wirklich erster Trainer der Borussia. Thelen führte ein systematisches Training ein. Zudem bekamen die Spieler zwei Reichsmark Aufwandsentschädigung und durften sich im Wirtshaus „Zum Wildschütz“ in der Oesterholzstraße 60 drei Mettbrötchen und zwei halbe Liter Bier abholen. Er schaffte in seiner ersten Saison den Aufstieg in die höchste Klasse, die Gauliga. Thelen war der letzte Trainer des BVB im Zweiten Weltkrieg.
1946 trainierte er die SpVgg Erkenschwick, die 1945 nach Ende des Zweiten Weltkriegs in die zweigleisige Landesliga Westfalen aufgenommen worden war. Die Mannschaft wurde 1946 Meister der Staffel 2. Ein Endspiel um die Westfalenmeisterschaft gegen den Sieger der Parallelstaffel Schalke 04 wurde von der britischen Militärregierung verboten.
Am 10. Januar 1946 wurde Thelen erneut als Trainer des BVB vorgestellt. Damit war er nicht nur der letzte BVB-Trainer während des Krieges, sondern auch der erste Nachkriegstrainer des BVB. Er trainierte die Borussen noch einmal in der Saison 1946/47, als der Verein in der Landesliga Westfalen Gruppensieger der Gruppe 2 wurde. Am 18. Mai 1947 besiegte der BVB den FC Schalke 04 mit 3:2 und gewann die Westfalenmeisterschaft.
Später trainierte er bei Schalke die Jugendmannschaft.